# Paraphotina occidentalis
Paraphotina occidentalis är en bönsyrseart som beskrevs av Atilio Lombardo 1998. Paraphotina occidentalis ingår i släktet Paraphotina och familjen Mantidae. Inga underarter finns listade i Catalogue of Life.